# Dagmar Ranft-Schinke
Dagmar Ranft-Schinke (* 10. April 1944 in Chemnitz) ist eine deutsche Malerin und Grafikerin.

## Leben
Nach dem Abitur begann sie 1961 eine Lehre zum Facharbeiter als Grafische Zeichnerin, welche sie 1963 abschloss. Anschließend folgte ein Studium an der Hochschule für Grafik und Buchkunst Leipzig, bei Werner Tübke, Hans Mayer-Foreyt, Harry Blume; ihr Diplom als Grafikerin schloss sie bei Wolfgang Mattheuer ab. Von 1968 an war Ranft-Schinke freischaffend in der damaligen Karl-Marx-Stadt, heute Chemnitz, tätig und wurde Mitglied im Verband Bildender Künstler der DDR. 1977 gründete sie gemeinsam mit Carlfriedrich Claus, Michael Morgner, ihrem Ehemann Thomas Ranft und Gregor-Torsten Schade die Künstlergruppe und Produzentengalerie Clara Mosch, der sie bis zur Auflösung 1982 angehörte.
Nach der Wende entstanden 1992 durch eine Zusammenarbeit mit der Gesellschaft für Mathematik und Datenverarbeitung Darmstadt ihre „Begehbaren Bilder“, eine interaktive computerunterstützte Kunst. Diese wurden 1996 auf der Cebit ausgestellt. 1994 unternahm sie eine Studienreise nach Südamerika auf den Spuren der Inkas (Kolumbien, Peru, Bolivien). Ab 1997 entstanden viele Bilder, Grafiken und Texte zum Themenkomplex „das biotechnische Zeitalter“, u. a. um den imaginären „Prof. Smith“. Ab 2001 entstanden die ersten Metallobjekte, vorwiegend mit ihrem Lieblingsmotiv, dem Pegasus. 2007 nahm sie an der deutschen Werkbund-Ausstellung „Umbruch gestalten“ teil, u. a. mit Gedanken zur Stadt der Zukunft („Urbane Landwirtschaft“). 2012 machte sie eine Studienreise nach Tibet. Die Kunstsammlungen Chemnitz ehrten sie 2017 mit einer großen Ausstellung ihrer Aquarelle. Anfang 2018 schloss sie den Zyklus rund um „Prof. Smith“ ab.

## Ehrungen
- 1984: Kunstpreis des FDGB bei 100 ausgewählten Grafiken
- 1997: Kulturpreis Brandenburg „Sonnensegelring“

## Werke (Auswahl)
- 1969: Pegasus Vision  und Mensch-Natur
- 1977: Inkareflexionen, später bis 1992 Präkolumbischen Reflexionen
- 1980: Bilder zum Thema Gentechnologie (Traum des Genetikers unter anderen Drosophila oder die Versuchung)
- 1985: Fanal
- 1992: Arbeiten zu Begehbare Bilder mit der Gesellschaft für Mathematik und Datenverarbeitung Darmstadt (Cyberspace, Interaktive Kunst)
- 1995: Der Marsch, Reaktion auf den ersten Tschetschenienkrieg
- 2008: Das alte Gedächtnis der Schamanin
- 2016: Nur ein Augenblick

## Ausstellungen (Auswahl)
- 1977, 1982, 1987: Kunstausstellung der DDR
- 1974, 1979, 1985: Bezirkskunstausstellung Karl-Marx-Stadt
- 2017: Kunstsammlungen Chemnitz
- ferner Beteiligung an nationalen und internationalen Ausstellungen, unter anderen in Bulgarien, Frankreich, Finnland, Großbritannien,  Italien, Peru, Polen, Portugal, USA, Ungarn.